# Catión arenio

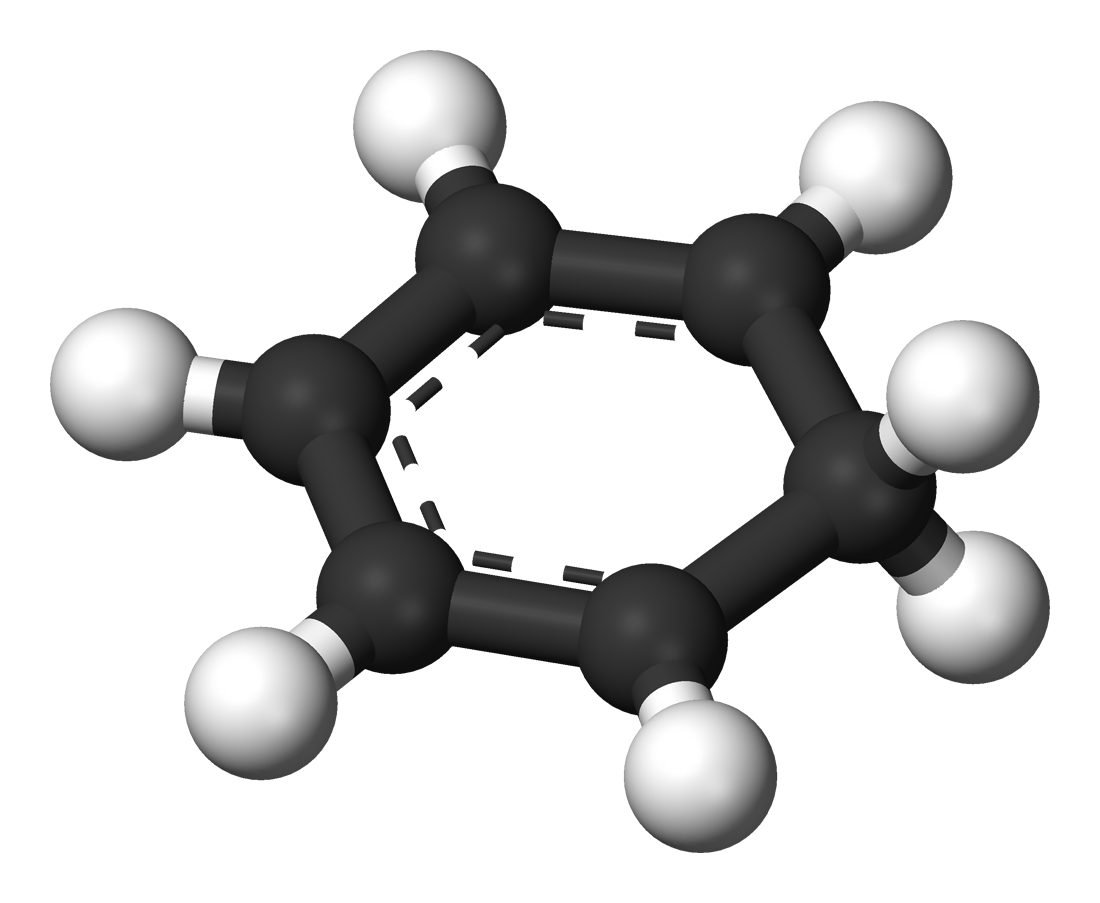
Modelo de bolas y palos del ion bencenio.

En química orgánica, un catión arenio es un catión de ciclohexadienilo que parece ser un intermediario reactivo en la sustitución electrofílica aromática. Por razones históricas, este ion también es denominado intermediario de Wheland, complejo sigma o complejo σ.
Dos átomos de hidrógeno unidos a un átomo de carbono yacen en un plano perpendicular al anillo bencénico. El ion arenio ya no es una especie aromática; sin embargo es relativamente estable debido a la deslocalización: la carga positiva está deslocalizada en 5 átomos de carbono mediante el sistema π, como lo muestra las siguientes estructuras en resonancia: 
Otra contribución a la estabilidad de los iones arenio resulta del fuerte enlace entre el anillo bencénico y el electrófilo complexado.
El ion arenio más pequeño es el benceno protonado, C6H7+. El ion bencenio puede ser aislado como compuesto estable cuando el benceno es protonado por el superácido carborano H(CB11H(CH3)5Br6). La sal de bencenio es cristalina, siendo térmicamente estable hasta 150 °C. Las longitudes de enlace deducidas a partir de la cristalografía de rayos X son consistentes con una estructura de catión ciclohexadienilo.
Existen más métodos para la generación de iones arenio estables. En un estudio, un ion metilenarenio es estabilizado por complexación con metal: